# Wzgórza Opoczyńskie
Wzgórza Opoczyńskie (342.12) – część Wyżyny Przedborskiej stanowiąca północno-zachodnią otoczkę Gór Świętokrzyskich. Jest położona na wschód od łuku Pilicy, znajdującego się pod Tomaszowem Mazowieckim. Główne miasta tego regionu to Opoczno, Tomaszów Mazowiecki i Końskie.
Wzgórza zbudowane są ze skał jurajskich, które tworzą tu dwie antykliny. Rozdziela je kredowa synklina. Na formy te nałożone są wzniesienia ostańcowe zbudowane ze żwiru. Utwory te pochodzą ze zlodowacenia środkowopolskiego.
W wapieniach jurajskich rozwijają się zjawiska krasowe. Powodują one powstawanie zapadlisk na powierzchni (kras zakryty). Na zachodnim krańcu regionu, w Tomaszowie Mazowieckim znajdują się obfite źródła krasowe nazywane Niebieskimi Źródłami.
Na Wzgórzach Opoczyńskich przeważają tereny rolnicze. Obszary leśne występują na obrzeżach regionu. Najwyższe punkty stanowią Diabla Góra i Sielecka Góra (po 285 m n.p.m.).